# 原田直之
原田 直之（はらだ なおゆき、1942年（昭和17年）10月14日 - ）は、日本の民謡歌手。

## 経歴
福島県双葉郡浪江町出身。福島県立双葉高等学校卒業。
1960年、NHKのど自慢の民謡部門福島県代表となる。1961年に仙台の我妻桃也に師事し、1964年、「秋の山唄」でポリドールレコードからデビュー。
1968年にキングレコードに移籍。
1978年、NHK総合テレビ『夜の指定席 民謡をあなたに』に出演。その年の第29回NHK紅白歌合戦にゲストとして出演している。
1981年松尾芸能賞歌謡芸能部門で優秀賞。
1980年に日本コロムビアに移籍、1989年に出した「全国ご町内音頭」が50万枚のヒットとなる。
民謡活動のかたわら、ミュージカルにも挑戦する。
2008年、日本民謡協会より民謡名人位を授かる。
2011年、故郷である浪江町が東北地方太平洋沖地震並びに福島第一原子力発電所事故に見舞われ、翌2012年の日本放送協会による花は咲くプロジェクトに参加。東北復興に尽力している。
2014年、旭日双光章受章。

## NHK みんなのうた
こきりこの歌 （放送時期：1981年12月～1982年1月期） 作詞：不明、作曲：不明、編曲：三枝成章、実写。※番組では作詞作曲者は富山県民謡と表記されている。

## 出演

### テレビ
- 夜の指定席 民謡をあなたに（NHK）
- 民謡とともに（NHK）
- 水戸黄門 第12部 第24話「白いお髯の大親分 ‐追分‐」（1982年、TBS / C.A.L） - 馬子

### ラジオ
- 原田直之の民謡ふるさと夢紀行